# حديقة القسيس في نيونيين (لوحة)
حديقة القسيس في نيونيين (بالإنجليزية: The Parsonage Garden at Nuenen)‏ (بالهولندية: De pastorie in Nuenen)‏، أو حديقة القسيس في نيونيين في الربيع (بالهولندية: De pastorie in Nuenen in het voorjaar)‏ أو اختصارًا حديقة الربيع ((بالهولندية: Lentetuin)‏: F185 ، JH484)، هي لوحة زيتية مبكرة للرسام الهولندي فان جوخ الذي عاش في القرن التاسع عشر، وتُمثل حركة ما بعد الانطباعية، رُسمت اللوحة في مايو 1884 بينما كان يعيش فان جوخ مع والديه في نوينين. قام فان جوخ بعمل العديد من الرسومات واللوحات الزيتية للحدائق المحيطة وواجهة حديقة القسيس.
كانت اللوحة معروضة في مجموعة متحف جرونينجر من 1962 إلى 2020. وفي 30 مارس 2020 سُرقت من معرض في متحف سينجر لارين في لارين بهولندا. تم الإبلاغ عن استرداد اللوحة في سبتمبر 2023.

## خلفية
عاش فان جوخ في لاهاي ثم بمفرده لبضعة أشهر في درينته في شمال هولندا. ثم ذهب للعيش مع والديه في بيت القساوسة للكنيسة البروتستانتية الهولندية في نوينين بالقرب من أيندهوفن في ديسمبر 1883 حيث كان والده راعيًا بالكنيسة، وحولوا غرفة الغسيل إلى استوديو له في الجزء الخلفي من المنزل.
وبقي فان جوخ مع والديه في نوينين لما يقرب من عامين، رسم خلالهما حوالي 200 من الرسومات واللوحات، بما في ذلك أول عمل رئيسي له "آكلو البطاطس". ثم انتقل إلى أنتويرب في نوفمبر 1885  وإلى باريس عام 1886.

## وصف اللوحة
قام فان جوخ بتوثيق المواسم المتغيرة في لوحاته لحديقة بيت القسيس في نوينين، والتي كانت محاطة بجدار حجري مرتفع وتضم بركة بطة مع رصيف للقوارب، ومسارات وتحوطات، ومخططات حديقة زهور وخضروات وبستان.
سبق هذه اللوحة سلسلة من الرسومات الشتوية، ومن المحتمل أن تكون هذه اللوحة قد رُسمت في مايو 1884. يصوّر فان جوخ في تلك اللوحة منظرًا للحديقة مع صورة أنثى ذات ملابس داكنة في المقدمة. وتظهر على بُعد أنقاض الكنيسة القديمة، كما تم تصويرها في أعمال مثل برج الكنيسة القديمة في نوينين، قبل هدمه عام 1885. تستخدم اللوحة الألوان الداكنة من الأخضر والبني، وهي مثال نموذجي لأعمال فان جوخ المبكرة، مع لمسات من اللونين الأخضر والأحمر في اللوحة تشير إلى أن الشتاء قد انقضى وبدأ الربيع. في رسالة أرسلها فان جوخ إلى أنتون فان رابارد في مارس 1884، ذكر التغيير في المواسم: فيقول: («أنا أيضا أبحث عن لون الحديقة الشتوية. لكنها بالفعل حديقة الربيع - الآن. وأصبح شيئًا مختلفًا تمامًا».) 

اللوحة عريضة بشكل غير عادي، إذ تبلغ أبعادها 25 سـم × 57 سـم (9.8 بوصة × 22.4 بوصة) بدون إطارها الزخرفي. كانت اللوحة معروضة في مجموعة متحف جرونينجر، في مدينة جرونينجن الهولندية منذ عام 1962  ولكنها سُرقت في عام 2020. 

أمثلة أخرى لحديقة القسيس في نيونيين في أعمال فان جوخ
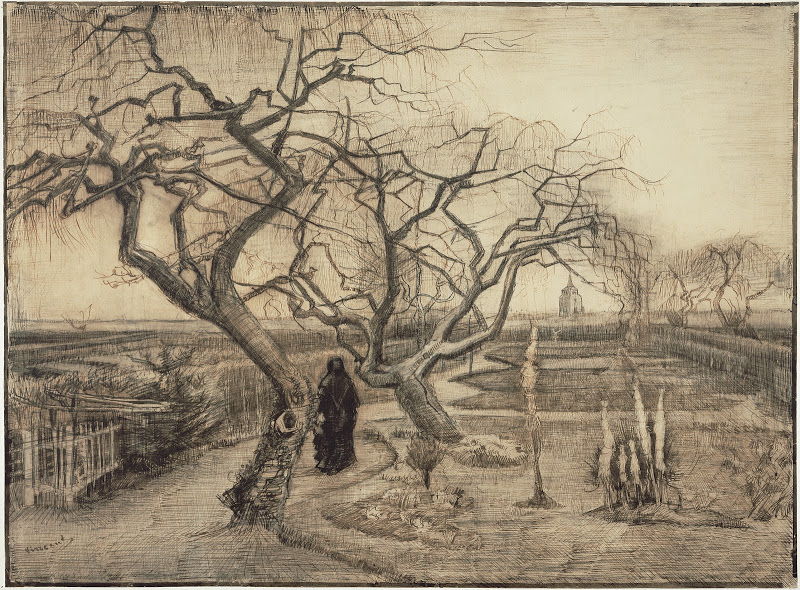
الحديقة الشتوية ("Wintertuin")، رسم بالقلم الرصاص والحبر، مارس 1884، متحف فان جوخ، أمستردام (F1128 ، JH466)
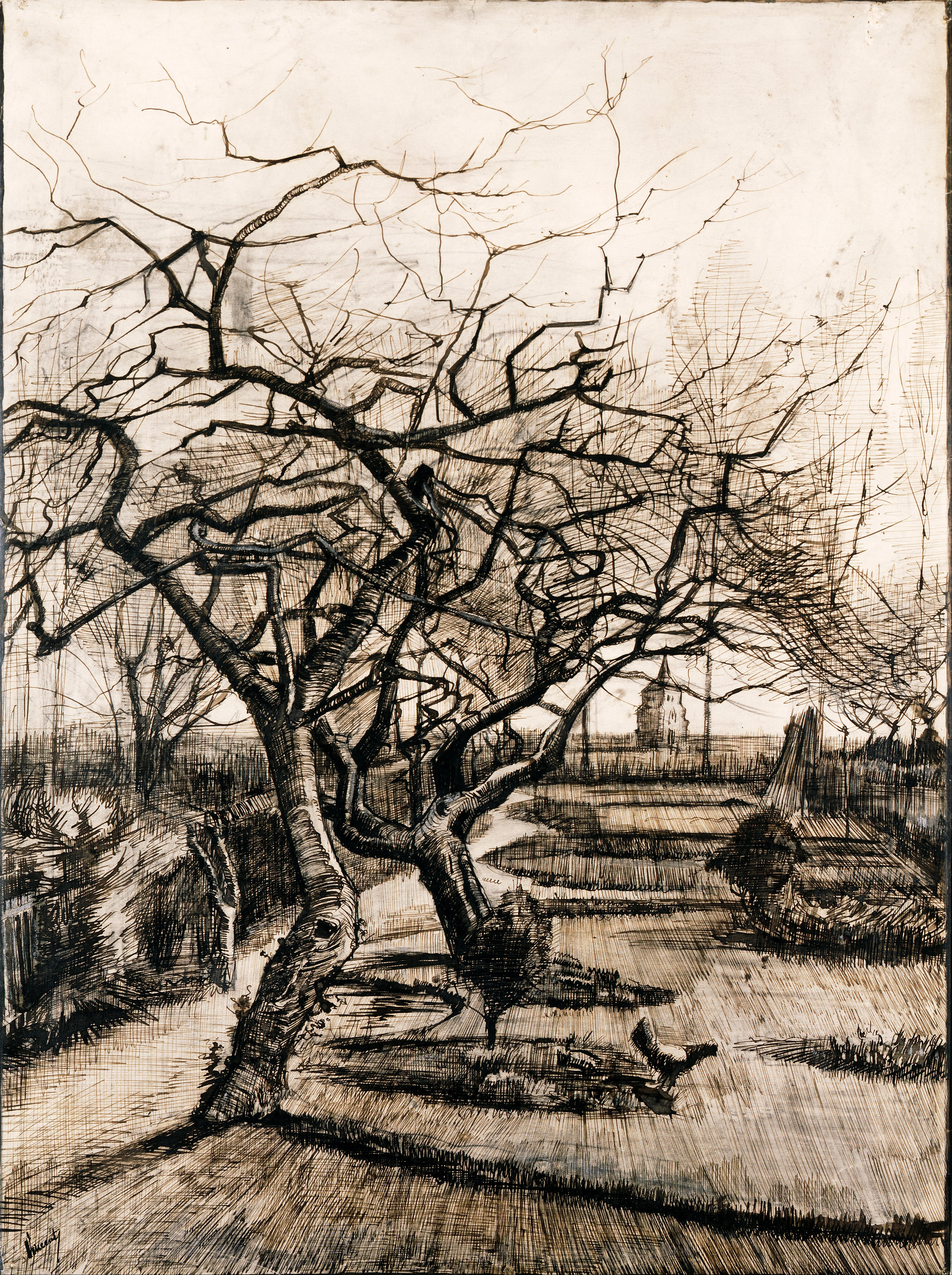
حديقة القسيس في نيونيين في فصل الشتاء، رسم بالقلم والحبر، مارس 1884، متحف الفنون الجميلة، بودابست (F1130 ، JH465)
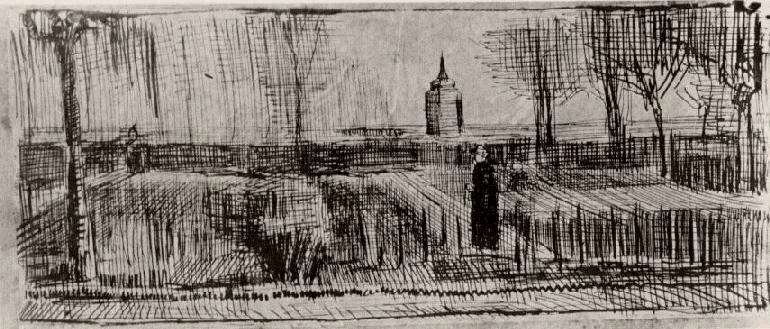
Parsonage Garden، أبريل 1884، تم إرسال رسم صغير إلى Anthon van Rappard، مجموعة خاصة (F1188)
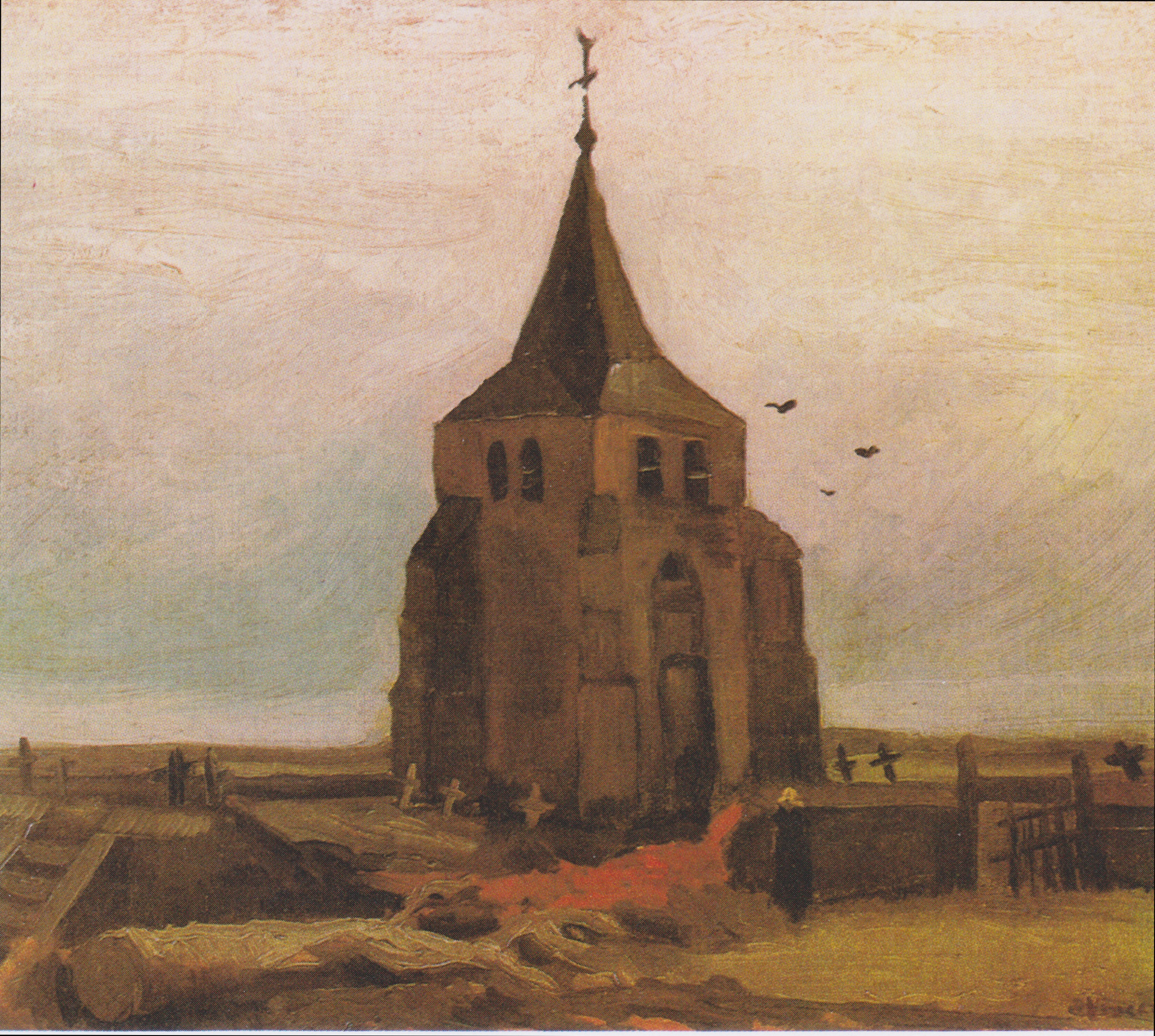
برج الكنيسة القديمة في نيونيين، مايو 1884، لوحة زيتية على قماش، مجموعة EG Bührle Foundation، زيورخ (F88 ، JH490)
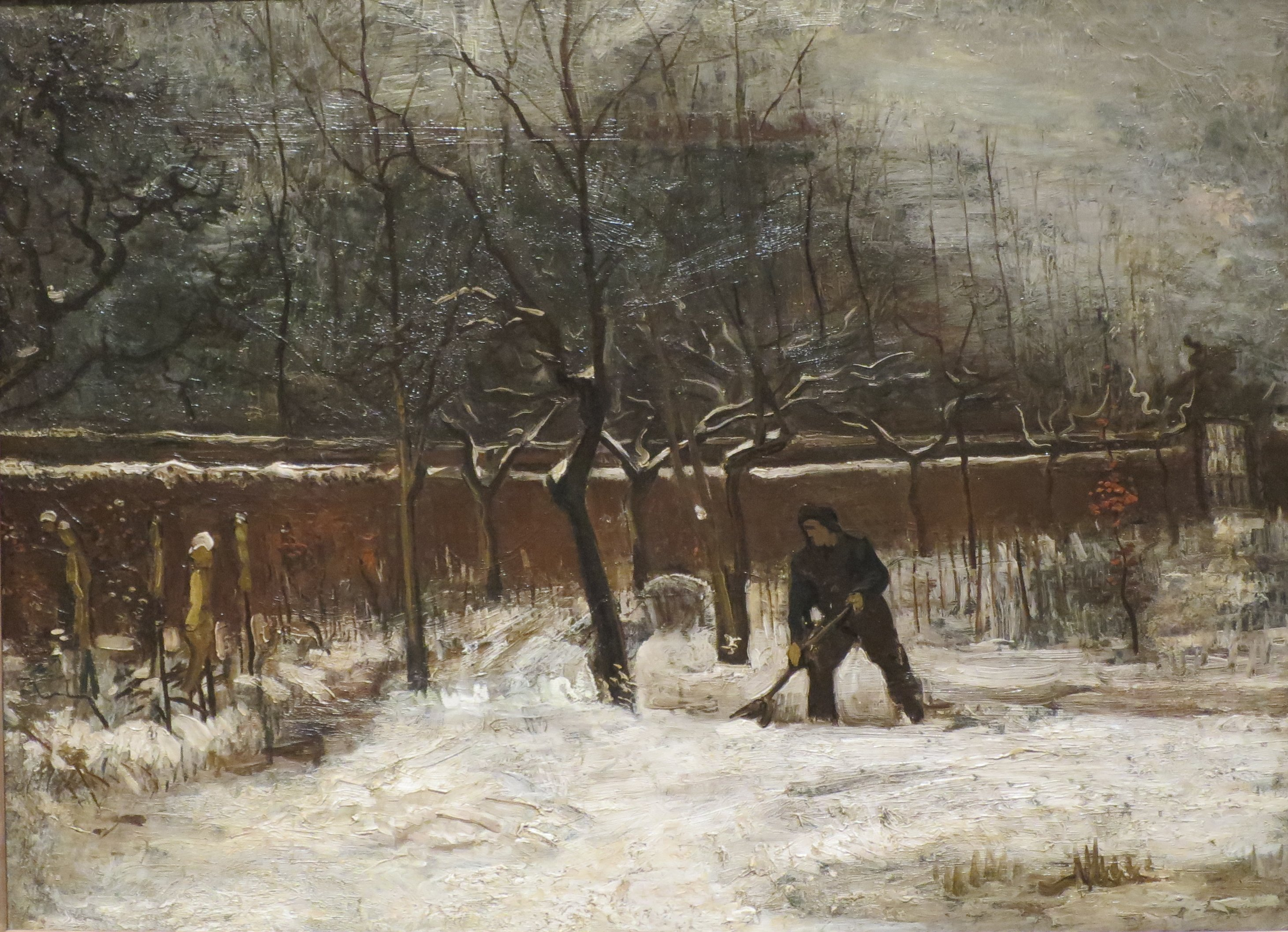
حديقة القسيس في نيونيين في الثلج، لوحة زيتية على قماش، يناير 1885، متحف Norton Simon، Pasadena (F194 ، JH603)
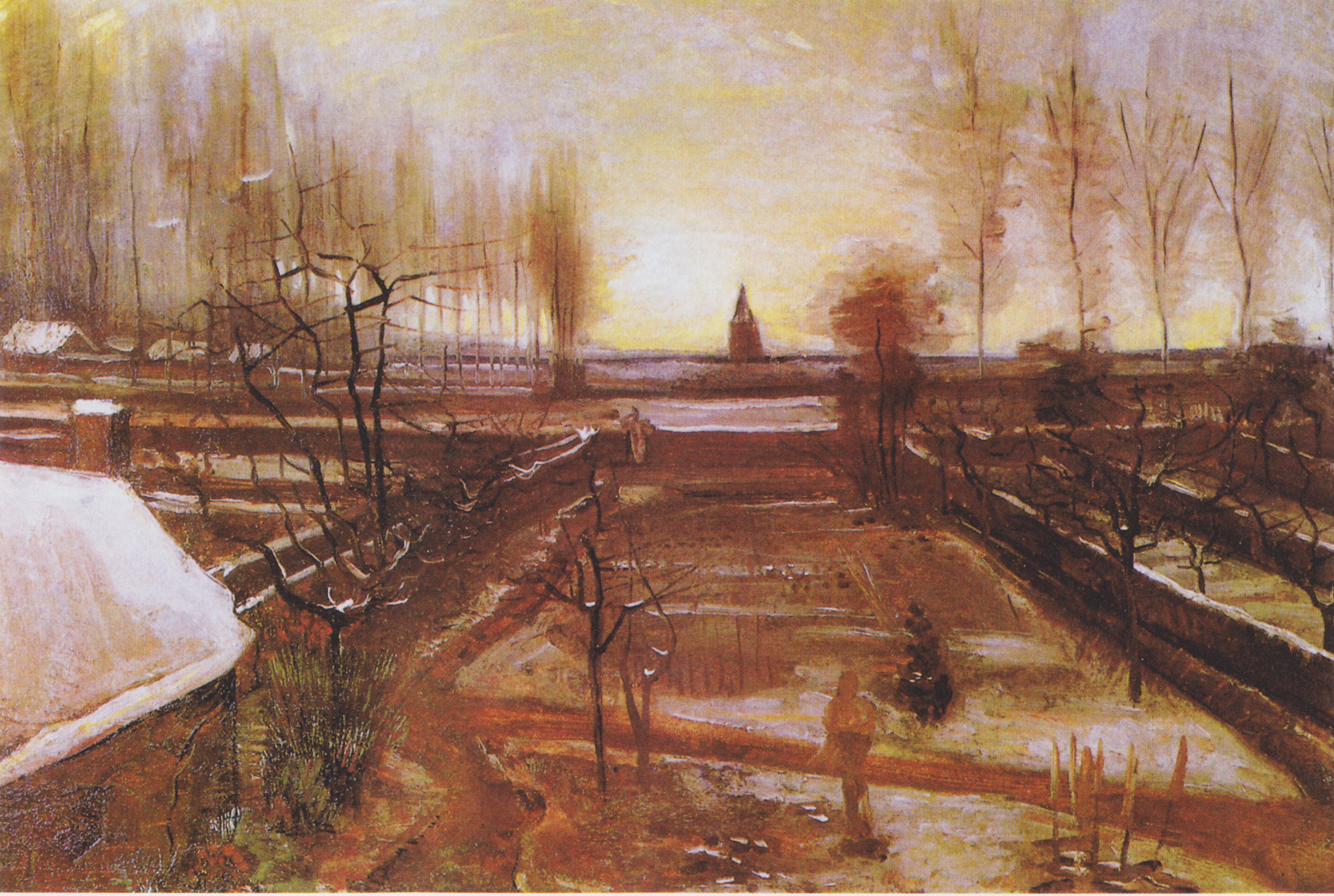
حديقة القسيس في نيونيين في الثلج، لوحة زيتية على قماش، يناير 1885، متحف أرماند هامر للفنون، لوس أنجلوس (F67 ، JH604)
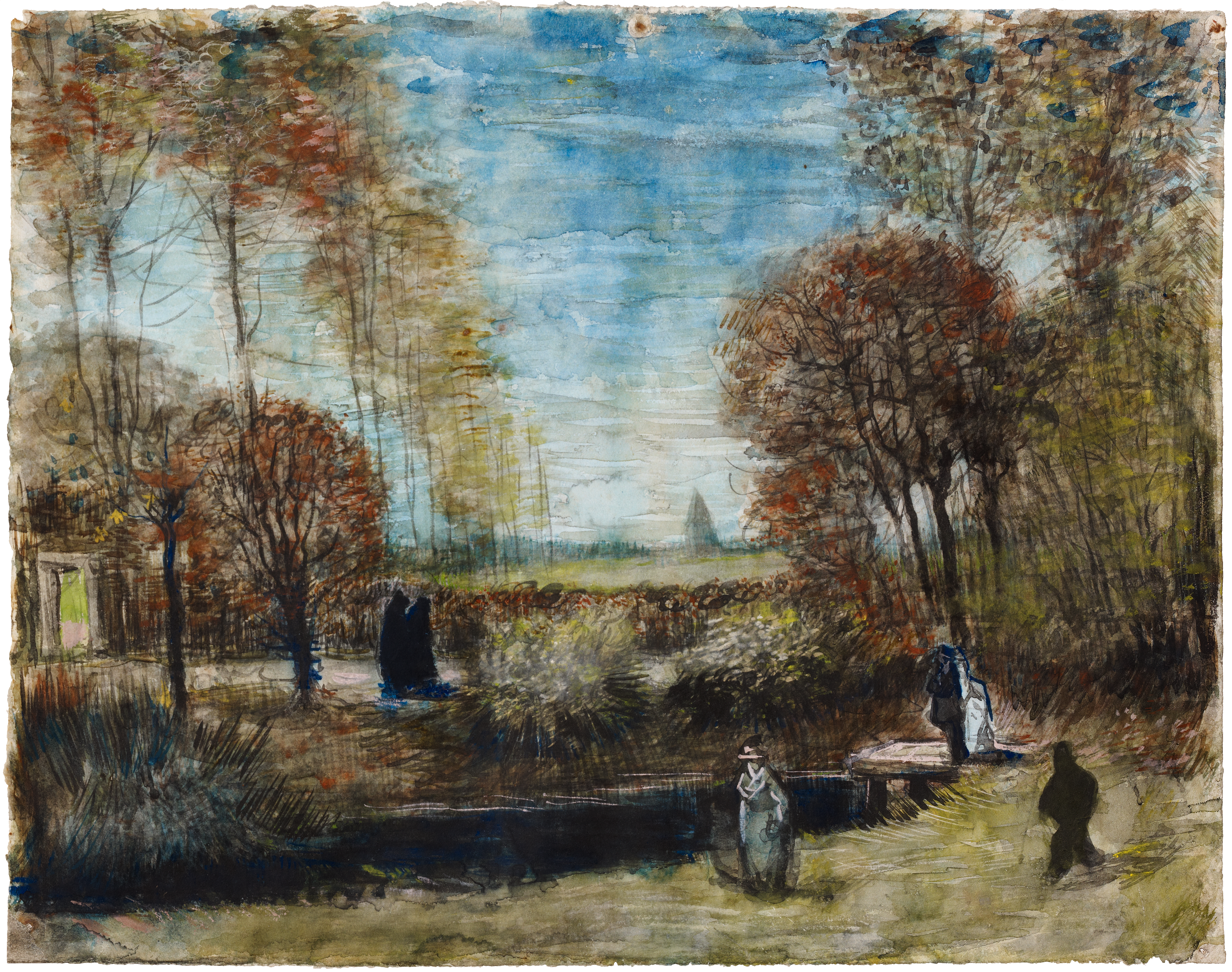
حديقة القسيس في نيونيين، ألوان مائية على ورق، أكتوبر/نوفمبر 1885، متحف Noordbrabants، Hertogenbosch (F1234 ، JH954)
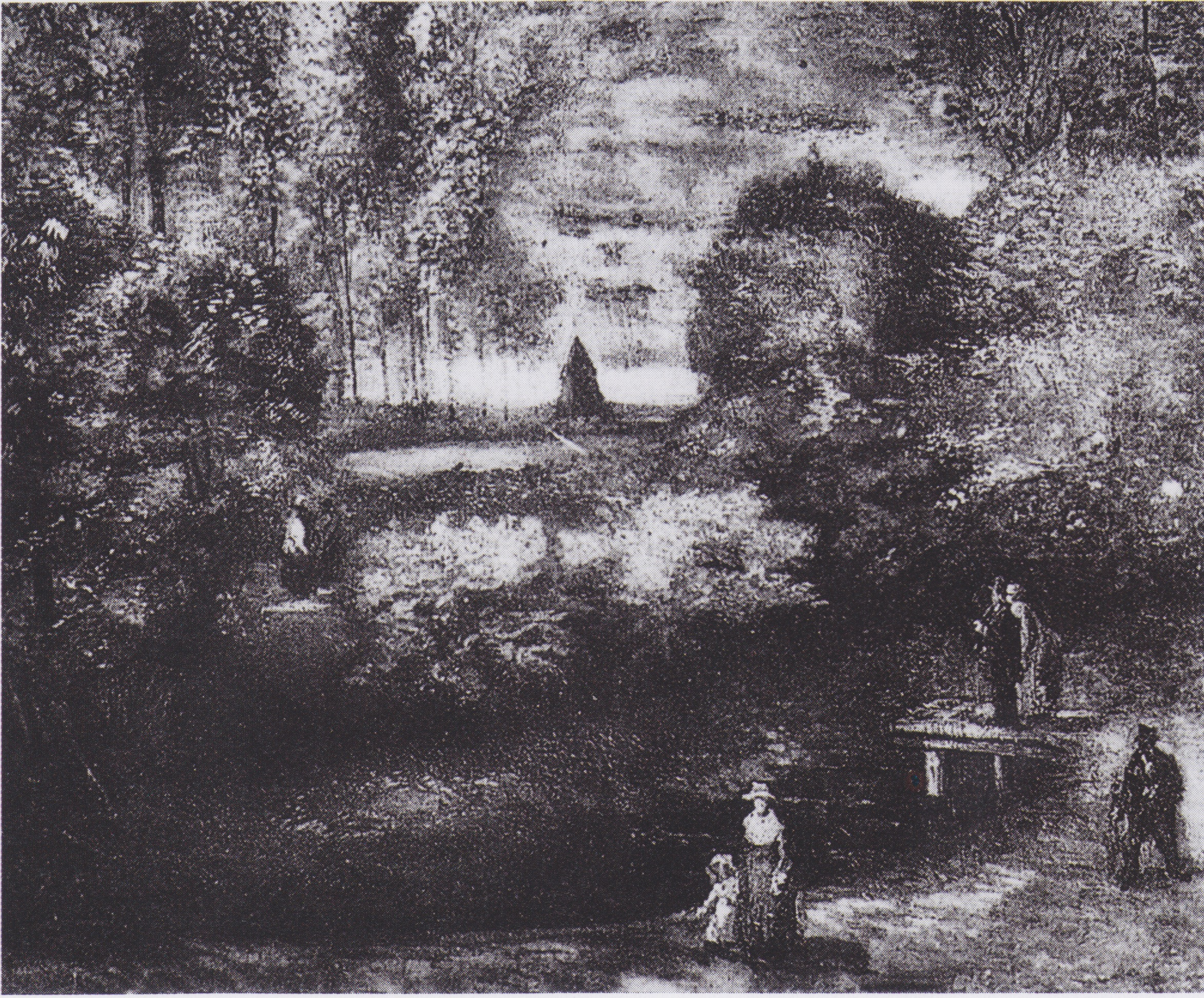
حديقة القسيس في نيونيين مع بركة وأرقام، لوحة زيتية، 1885، دمرتها النيران في روتردام في الحرب العالمية الثانية (F124 ، JH955)

## حادثة السرقة
سُرقت اللوحة من متحف Singer Laren في لارين في 30 مارس 2020، وهو يوم ميلاد فان جوخ. كان المتحف مُغلقا في ذلك الوقت نتيجة لوباء فيروس كورونا. كانت اللوحة مستعارة من متحف جرونينجر. وقالت الشرطة إن اللصوص اخترقوا الأبواب الزجاجية حوالي الساعة 3:15 صباحًا وغادروا قبل أن تصل القوات استجابةً للإنذار. وقال مدير المتحف جان رودولف دي لورم «لقد صدمت وأزعجت بشكل لا يصدق أن هذا قد حدث».
في سبتمبر 2023، قامت السلطات الهولندية بعد تحقيقات باسترداد اللوحة حتى يتم إعادتها إلى المتحف لاحقًا.